# Alfa Romeo 8C
Alfa Romeo 8C är en sportbil, tillverkad av den italienska biltillverkaren Alfa Romeo mellan 1931 och 1939.

## Bakgrund
Alfa Romeo 6C var mycket framgångsrik inom sportvagnsracing i slutet av 1920-talet. För att behålla Alfas försprång utvecklade Vittorio Jano en åttacylindrig ersättare som skulle säkra företagets dominans under 1930-talet. Chassit vidareutvecklades från företrädaren 6C medan motorn var baserad på den större racervagnen P3.
Även om 8C togs fram med motorsport som främsta användningsområde, byggdes ett antal landsvägsvagnar med snällare motorer. Dessa exklusiva bilar kläddes med karosser från Italiens främsta karossmakare. 

## Motor
Motorns konstruktionslösningar hämtades från Alfas racervagnar. Det var en rak åtta, bestående av två fyrcylindriga motorblock med varsitt cylinderhuvud i aluminium med dubbla överliggande kamaxlar, monterade på ett gemensamt vevhus. Vevaxeln hade tio ramlager. Kamaxlar, kompressor och diverse hjälpaggregat drevs via en rad kugghjul från mitten av vevaxeln, mellan blocken. I sitt första utförande var motorn på 2,3 liter och många komponenter var gemensamma med 6C-1750-motorn.
Till 1935 förstorades motorn till 2,9 liter och försågs med dubbla kompressorer.
Versioner:
| Modell     | Motor               | Cylindervolym | Effekt | Bränslesystem                         |
| ---------- | ------------------- | ------------- | ------ | ------------------------------------- |
| 2300 Lungo | 8-cyl radmotor DOHC | 2336 cm³      | 140 hk | Enkel förgasare, kompressor           |
| 2300 Corto | 8-cyl radmotor DOHC | 2336 cm³      | 165 hk | Enkel förgasare, kompressor           |
| 2900 A     | 8-cyl radmotor DOHC | 2905 cm³      | 220 hk | Dubbla förgasare, dubbla kompressorer |
| 2900 B     | 8-cyl radmotor DOHC | 2905 cm³      | 180 hk | Dubbla förgasare, dubbla kompressorer |

## 8C-2300 (1931-34)

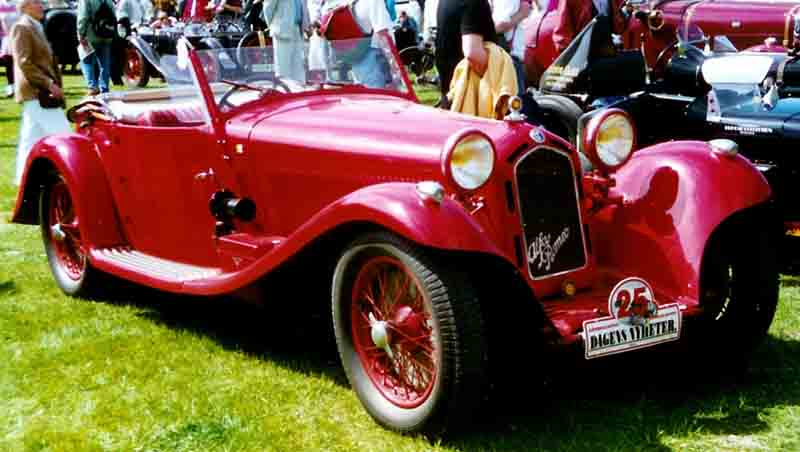
Alfa Romeo 8C-2300 Cabriolet 1933

Den nya Alfan introducerades 1931. Den byggdes med lång hjulbas (Lungo) på 3,10 m och kort (Corto) på 2,75 m. Lungo-modellen var avsedd för snabb landsvägskörning, medan Corto-modellen främst användes för motorsport.
Alfa Romeo lyckades bra med sin föresats och 8C var väl så framgångsrik som sin företrädare. Bland annat vann Alfa på Le Mans fyra år i rad mellan 1931 och 1934 och Mille Miglia tre år mellan 1932 och 1934.
Produktionen uppgick till 188 exemplar.

## 8C-2900 (1935-39)

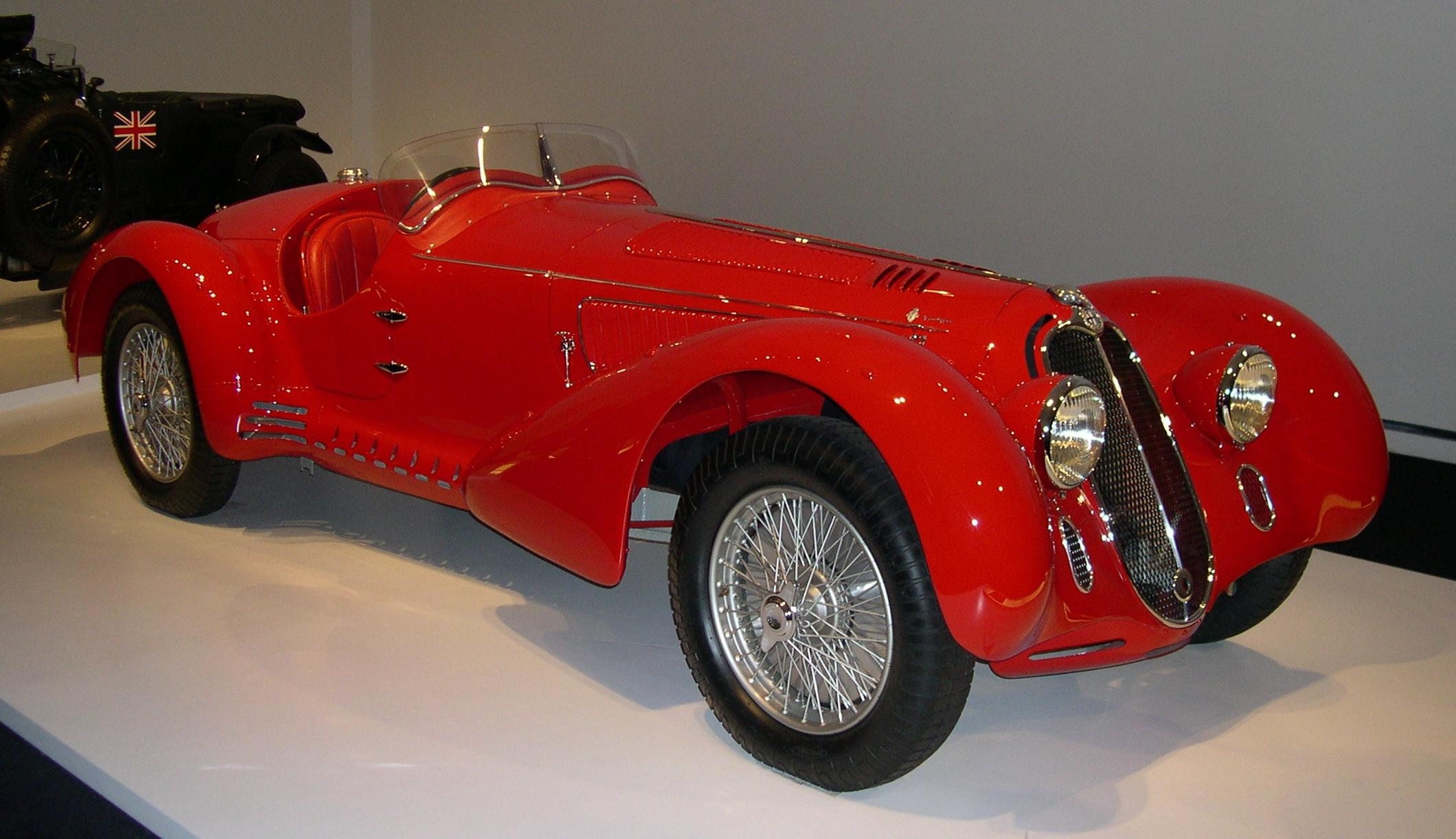
Alfa Romeo 8C-2900 Mille Miglia 1938

Till 1935 introducerades den vidareutvecklade 8C-2900. Förutom den större motorn hade bilen ett modernare chassi med individuell framvagnsupphängning och hydrauliska bromsar. Med tävlingsmodellen 2900 A tog Alfa de tre första platserna i Mille Miglia både 1936 och 1937. 
Landsvägsvagnen 2900 B var försedd med pendelaxel bak och transaxel. B-modellen fanns med lång hjulbas (Lungo) på 3,00 m och kort (Corto) på 2,80 m. Ett antal exemplar av B-modellen levererades med den starkare A-motorn. Denna modell vann Mille Miglia-loppen 1938 och 1947.
Produktionen uppgick till cirka 6 st A- och cirka 30 st B-modeller, men uppgifterna varierar mellan olika källor.

## 8C idag
Alfa Romeo 8C var en mycket dyr bil som ny (även om Alfa lär ha förlorat pengar på varje tillverkat exemplar) och prisbilden består ännu idag. Med sin racinghistoria och sina vackra karosser är bilarna mycket eftertraktade bland veteranbilsentusiaster och vid de fåtal tillfällen en 8C kommer ut på marknaden finns det rika samlare som är beredda att lägga ut oerhörda summor för det höga nöjet att få äga en.
Se även:
- Alfa Romeo 8C Competizione